# Osmundales
Osmundales is de kleinste en oudste orde van de 'echte' varens (Polypodiopsida).
De orde omvat slechts één recente familie, de koningsvarenfamilie (Osmundaceae), met drie tot vijf geslachten en ongeveer 20 soorten, waarvan enkel de koningsvaren (Osmunda regalis) in België en Nederland inheems is.
De orde is vernoemd naar het geslacht Osmunda.
Voor een beschrijving van de orde, zie bij Osmundaceae.

## Taxonomie
In de recente taxonomische beschrijving van Smith et al. (2006) worden de Osmundales met een aantal andere ordes in de klasse Polypodiopsida geplaatst.
De orde is monotypisch, omvat slechts één familie met, naargelang de auteur, drie tot vijf geslachten en ongeveer 20 soorten:
- Orde: Osmundales
  - Familie: Osmundaceae
    - Geslachten:
      - Leptopteris
      - Osmunda
      - Osmundastrum
      - (Plenasium)
      - Todea